# Alle Geschiedenis Ooit
Alle Geschiedenis Ooit is een populair-historische podcast over geschiedenis waarin amateurhistorici Nynke de Jong, Arco Gnocchi en Thom Aalmoes interessante verhalen uit de wereldgeschiedenis vertellen. Alle Geschiedenis Ooit wordt uitgegeven door podcast producent Dag en Nacht Media, en is exclusief te beluisteren op abonnementsdienst Podimo.

## Inhoud
In maart 2025 verscheen de eerste aflevering van de 'spin-off' podcast AGO - Grote Namen, die op openbare podcast-platforms te beluisteren is. In deze serie wordt iedere week een belangrijk historisch figuur besproken.
In mei 2025 verscheen het boek Alle Geschiedenis Ooit - Nederland (100 verhalen waar je hoge ogen mee gooit). 